# الفرع الصاعد للشريان القولوني الأيسر
الفرع الصاعد للشريان القولوني الأيسر ‏ هو شريان يتفرعُ من شريان قولوني أيسر.

## مساره
يعبر الفرع الصاعد أمام الكلية اليسرى وينتهي بين طبقتي القولون المستعرض بمفاغرة مع الشريان القولوني الأوسط. يتفاغر الفرع النازل مع الشريان السيني العلوي